# Abe Berenbaum
Abe Berenbaum fue un jugador internacional de tenis de mesa estadounidense.

## Carrera
Ganó una medalla de bronce en dobles mixtos con Emily Fuller en el Campeonato Mundial de Tenis de Mesa de 1937 y una medalla de oro en el evento por equipos en el Campeonato Mundial de Tenis de Mesa de 1937. También ganó dos títulos del English Open.

## Salón de la Fama
Fue incluido en el Salón de la Fama de EE. UU. en 1979.